# The Heart of New York (film)
The Heart of New York is een Amerikaanse filmkomedie uit 1932 onder regie van Mervyn LeRoy.

## Verhaal
In het Joodse kwartier van New York maakt een stoethaspelende uitvinder voortdurend schulden. Wanneer hij een afwasmachine uitvindt, wordt hij eindelijk rijk. Zijn financiële zorgen zijn daarmee nog niet voorbij. 

## Rolverdeling
| Acteur            | Personage         |
| ----------------- | ----------------- |
| Joe Smith         | Sam Shtrudel      |
| Charles Dale      | Bernard Schnaps   |
| George Sidney     | Mendel Marantz    |
| Ruth Hall         | Lillian Marantz   |
| Aline MacMahon    | Bessie            |
| Anna Appel        | Zelde Marantz     |
| Donald Cook       | Milton            |
| Oscar Apfel       | Otto Gassenheim   |
| Harold Waldridge  | Jakie Marantz     |
| Marion Byron      | Mimi Marantz      |
| George MacFarlane | Mijnheer Marshall |
| Ann Brody         | Mevrouw Nussbaum  |
| Charles Coleman   | Butler van Mendel |